# Compost policíclic

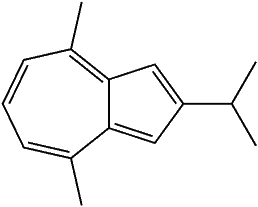
Vetivazulè.

Un compost policíclic és un compost químic que conté més d'un anell hidrocarbonat.
El naftalè fou el primer compost policíclic en ser descobert. És un sòlid blanc amb una olor estranya i picant que fou identificat al quitrà d'hulla per primera vegada el 1819 per Alexander Garden, un químic escocès que regentava una botiga de subministraments químics a Londres. La seva fórmula C10H8 fou determinada pel científic anglès Michael Faraday (1792–1867) el 1826, i finalment es descobrí la seva estructura a la dècada de 1860 després del descobriment de l'estructura del benzè pel químic alemany Friedrich August Kekuké (1829–1896).

Els anells que formen el compost policíclic poden ser composts alicíclics, hidrocarburs aromàtics, composts heterocíclics amb sofre, nitrogen, oxigen o altres àtoms a banda del carboni i derivats substituïts d'aquests. Són composts que es troben àmpliament distribuïts en els éssers vius desenvolupant funcions molt importants, com ara les bases nitrogenades adenina i guanina que formen part del material genètic (ADN i ARN); el triptòfan, un dels aminoàcids essencials que constitueixen les proteïnes; el colesterol, present a totes les membranes cel·lulars; algunes vitamines com la biotina, la riboflavina, el colecalciferol o les vitamines K; els alcaloides com la morfina, la codeïna, la colquicina, la salsolina, etc.

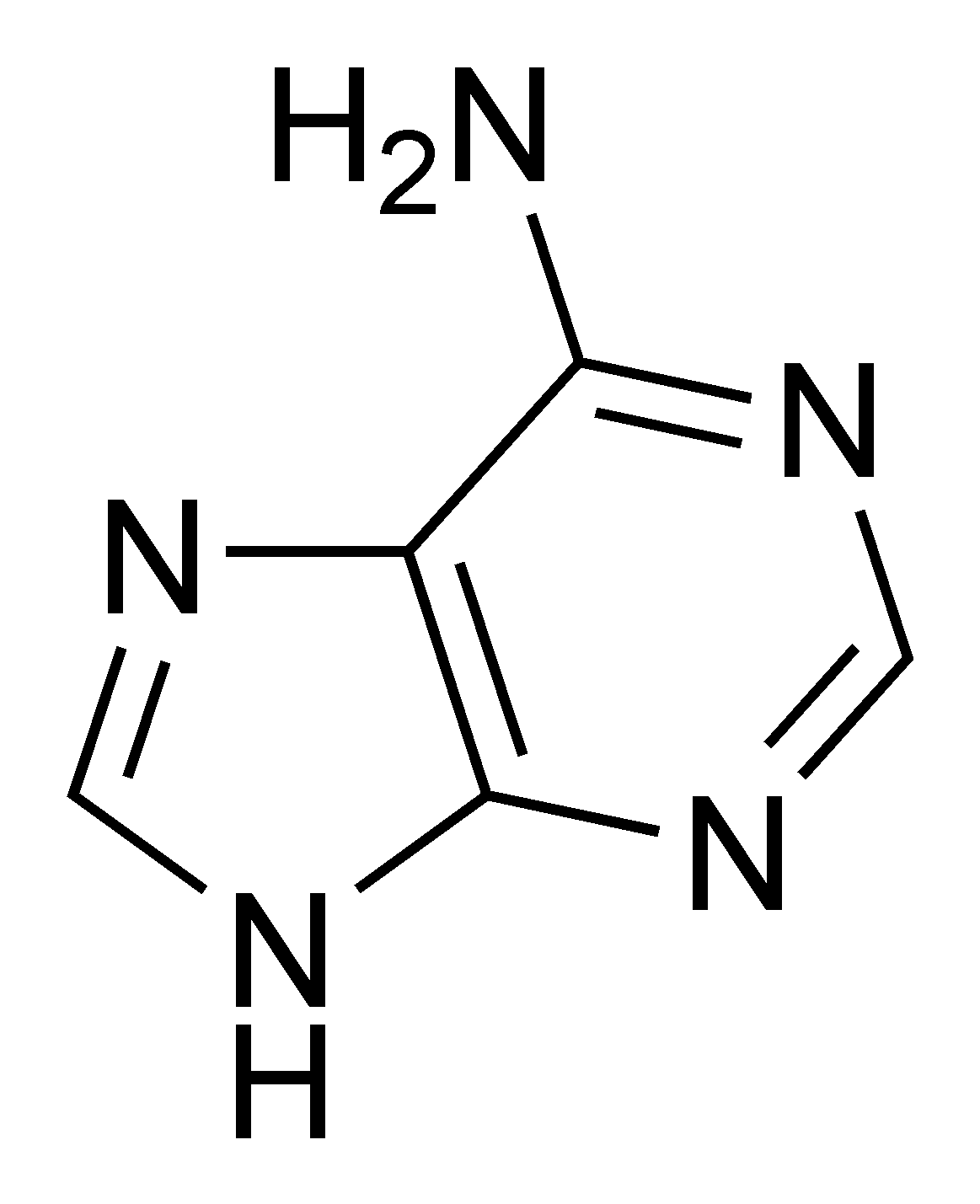
Adenina.
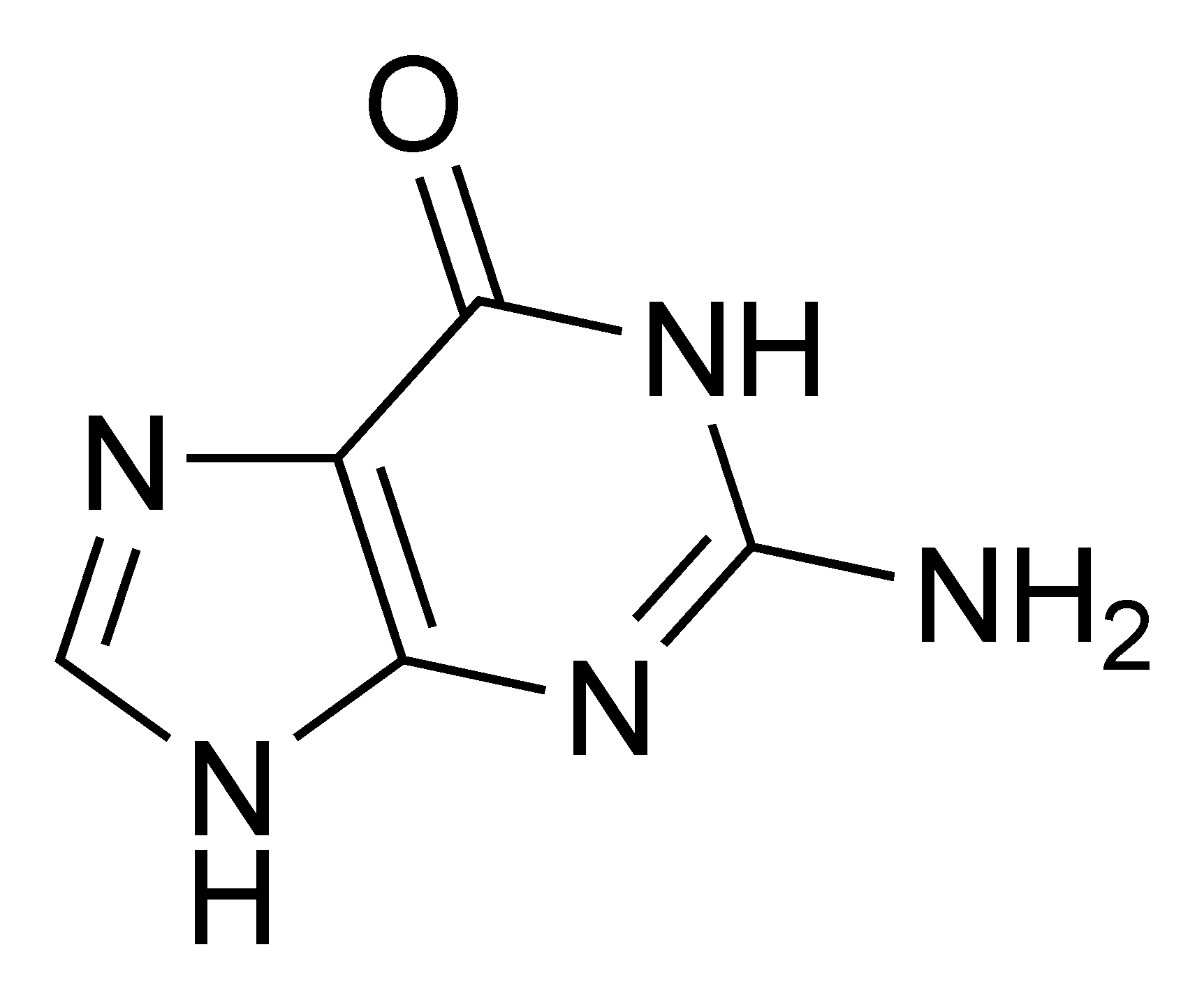
Guanina.
Triptòfan.
Colesterol.
Biotina o vitamina B7.
Riboflavina o vitamina B₂.
Codeïna.
Colquicina.

Existeixen diferents tipus de sistemes que inclouen diversos cicles disposats en distints tipus d'arranjaments: sistemes fusionats, sistemes amb ponts, composts espirànics, assemblatges d'anells i ciclofans.

## Policicles fusionats

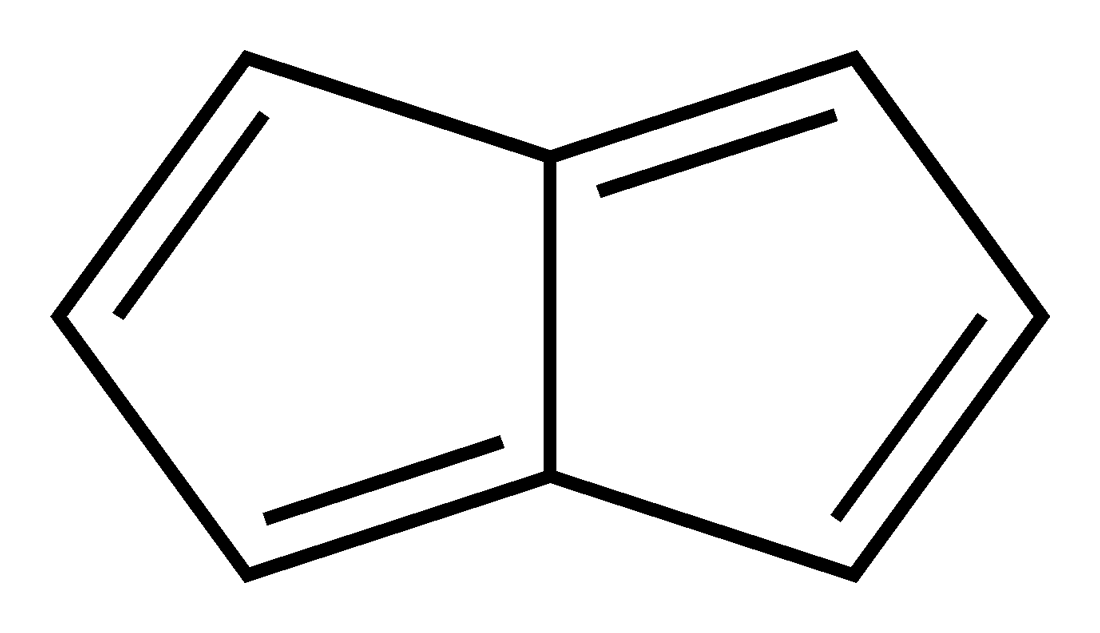
Pentalè.
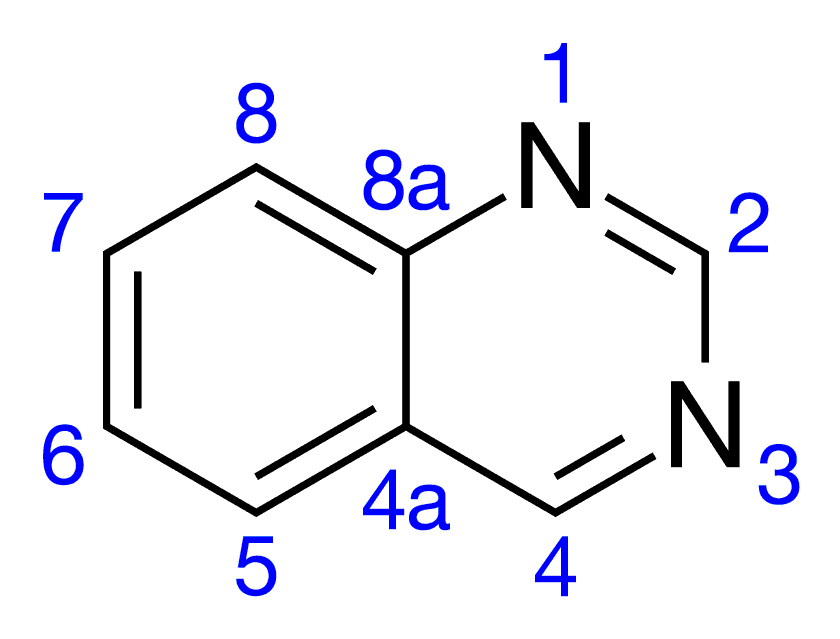
Quinazolina.
Pregnà.
Crisè.

Els policicles fusionats, o policicles condensats, són sistemes cíclics amb dos o més anells que tenen un enllaç covalent comú per a qualsevol parell d’anells adjacents. Els anells poden ser hidrocarburs alicíclics, hidrocarburs aromàtics o composts heterocíclics.
L'adenina i la guanina, bases nitrogenades que formen part de l'ADN i de l'ARN; el triptòfan, present a l'estructura de les proteïnes; el colesterol que forma part de la membrana plasmàtica; i diverses vitamines (biotina, riboflavina…), contenen aquest tipus d'arranjament en les seves molècules.

## Sistemes amb ponts

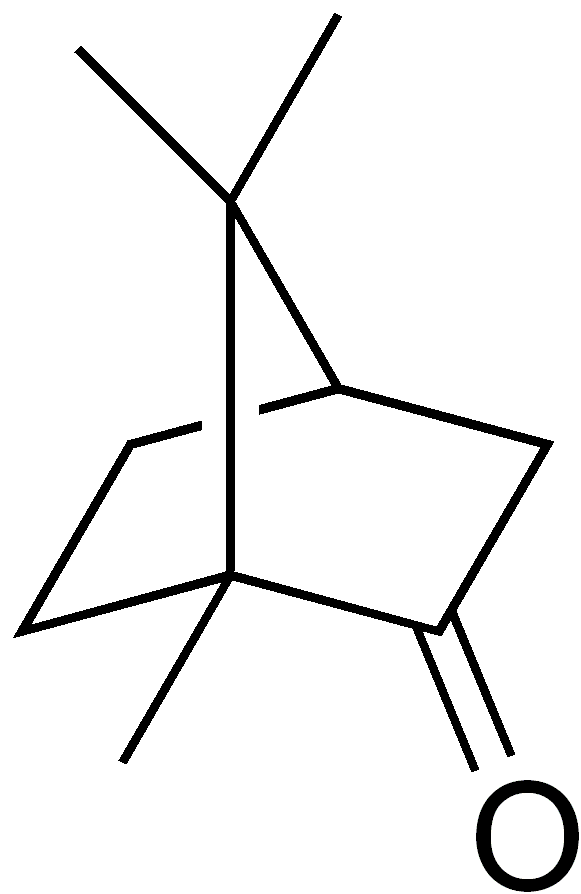
Càmfora.
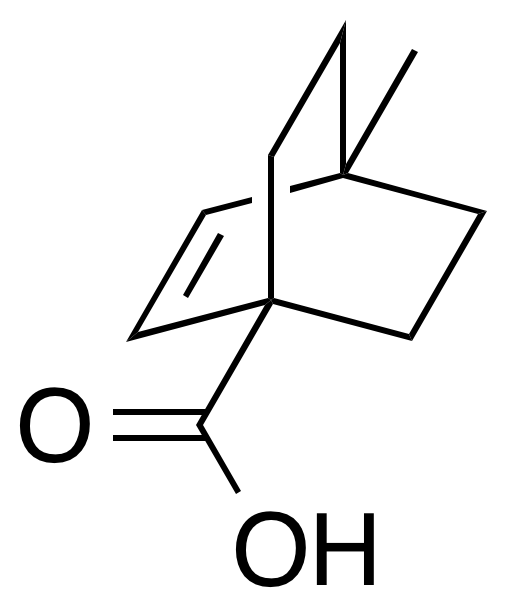
Àcid ciclòtic.
Citisina.
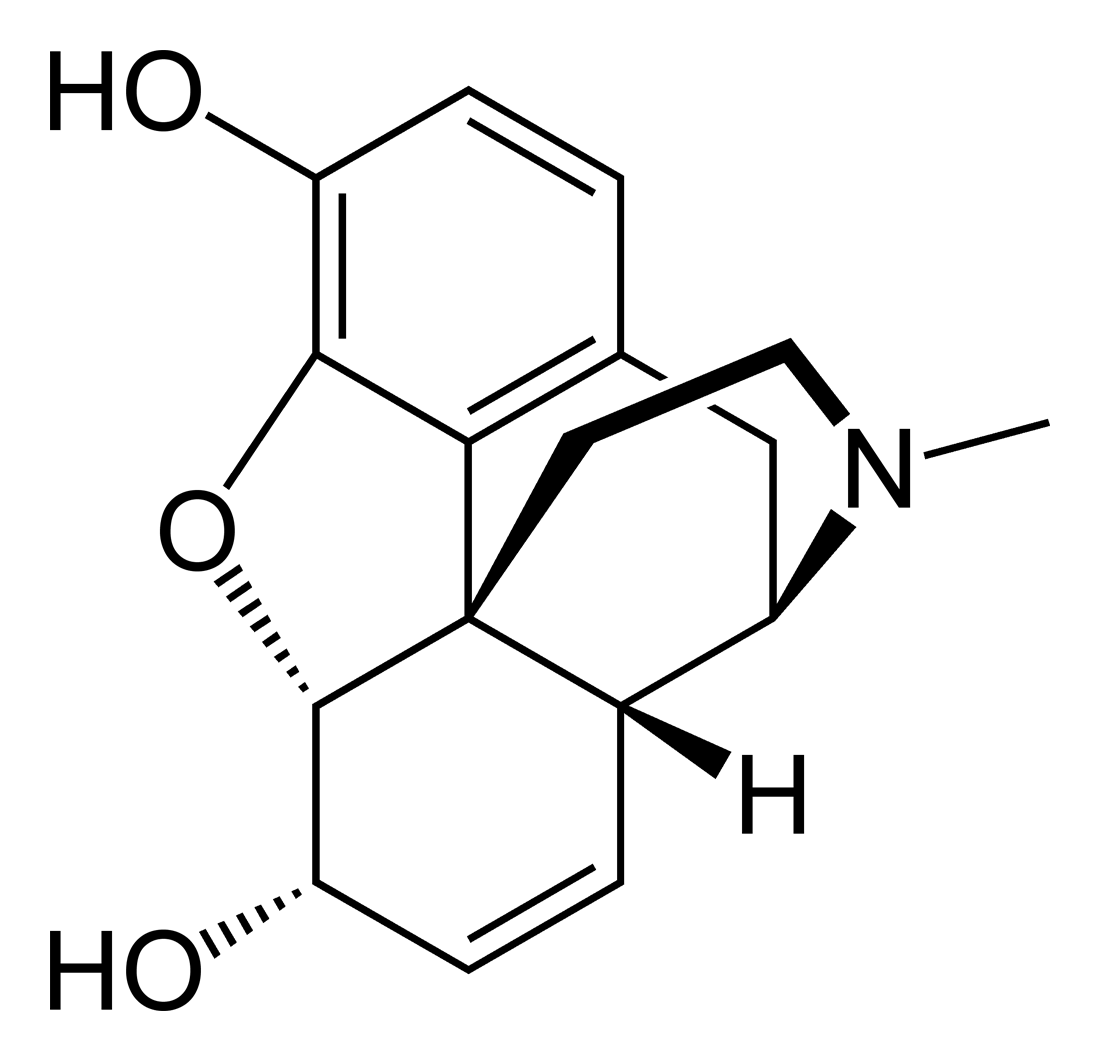
Morfina.

Els sistemes policíclics amb ponts contenen anells d'hidrocarburs o de composts heterocíclics amb dos carbonis de l'anell situats en posicions oposades connectades per una cadena de carbonis, que recorda un pont, que pot incloure heteroàtoms.
A la natura hom pot trobar composts d'aquest tipus, com ara els alcaloides opiacis (morfina, codeïna…) o la càmfora.

## Composts espirànics

1,7-dioxaespiro-5,5-undecà
Espirodecanodiona.
Espiro-4.5-decà.
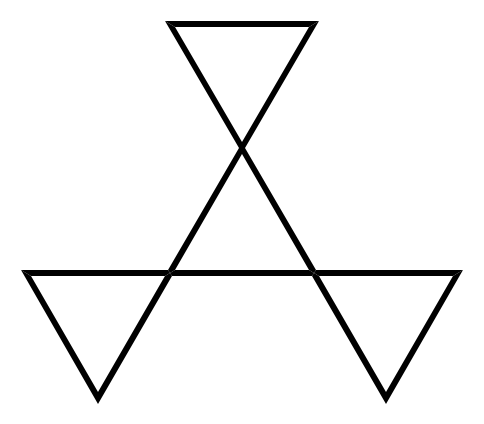
3-Rotà

Un compost espirànic és un compost orgànic constituït per dos o més cicles que comparteixen un, i només un, àtom (habitualment un carboni quaternari).
Els composts espirànics són estructures privilegiades com a potencials nous fàrmacs. Són omnipresents en el domini dels productes naturals malgrat que, fins avui, no s'ha dut a terme cap intent d'analitzar la seva diversitat estructural i la seva abundància.

## Assemblatge d'anells

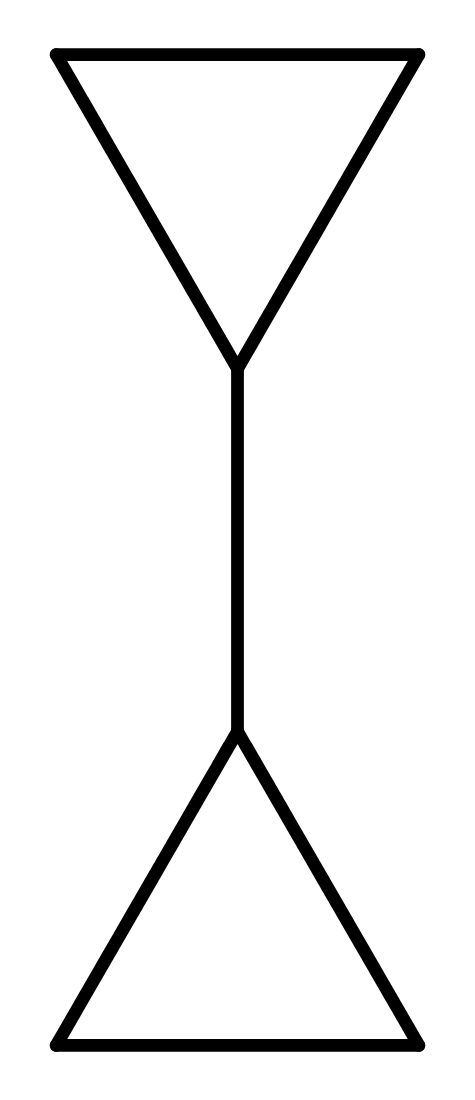
1,1′-bi(ciclopropil) o 1,1′-bi(ciclopropà).
3,3',4,4',5,5'-hexaclorobifenil.
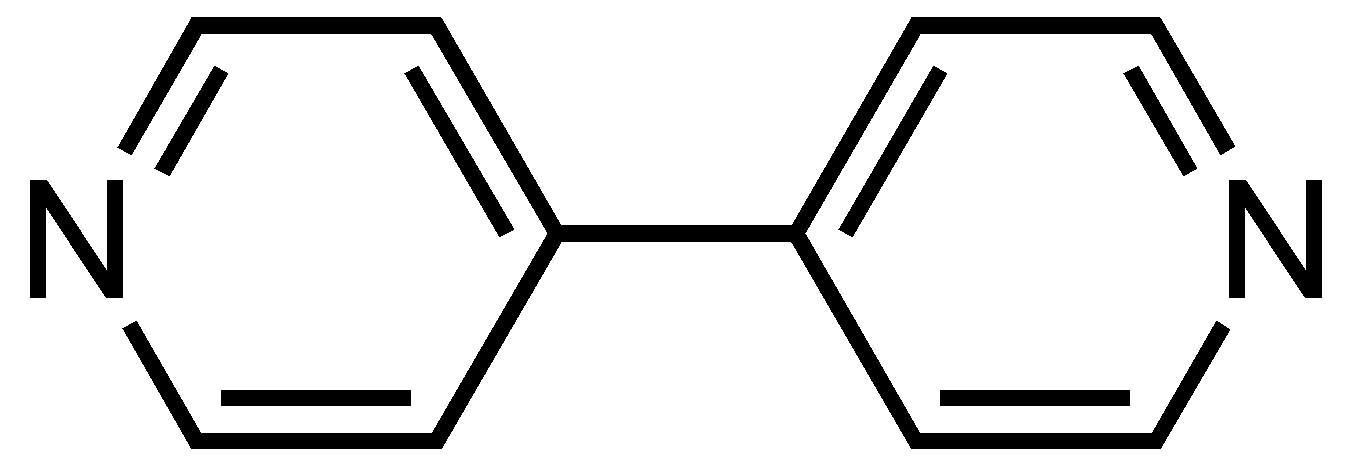
4,4'-bipiridil o 4,4'-bipiridina
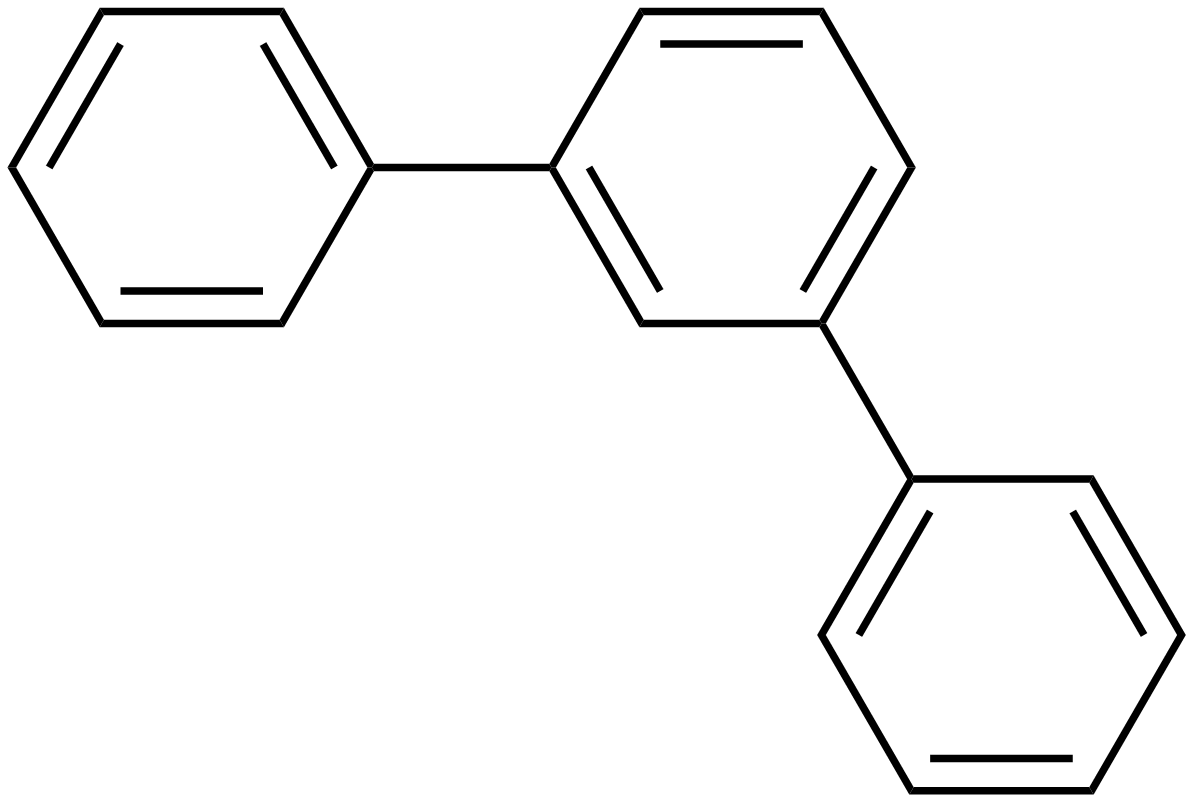
Meta-terfenil.

Un assemblatge d'anells és un compost constituït per dos sistemes cíclics idèntics o més (tant si són monocíclics com si són bicíclics) units directament els uns amb els altres per enllaços senzills o dobles i amb la condició que el nombre de les unions d’anells directes és un menys que el nombre dels sistemes d’anells implicats.

## Ciclofans

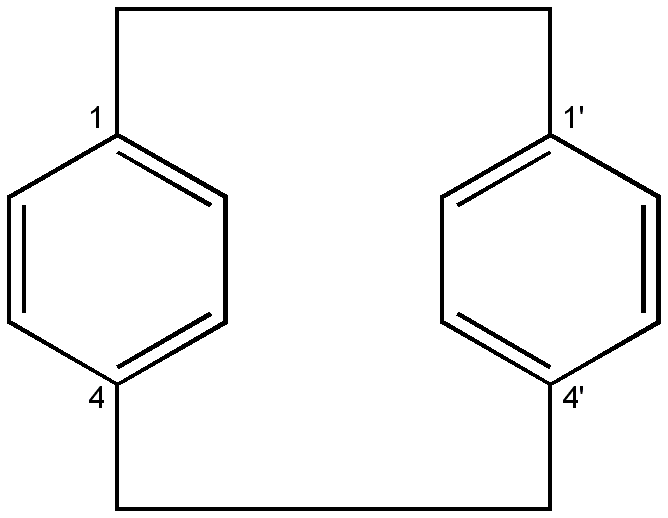
[2.2]Paraciclofà o (1,4)(1,4)dibenzenaciclohexafà
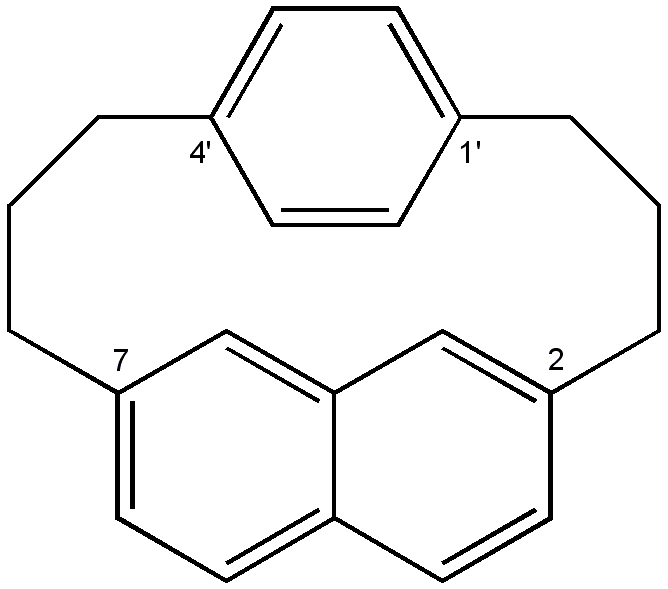
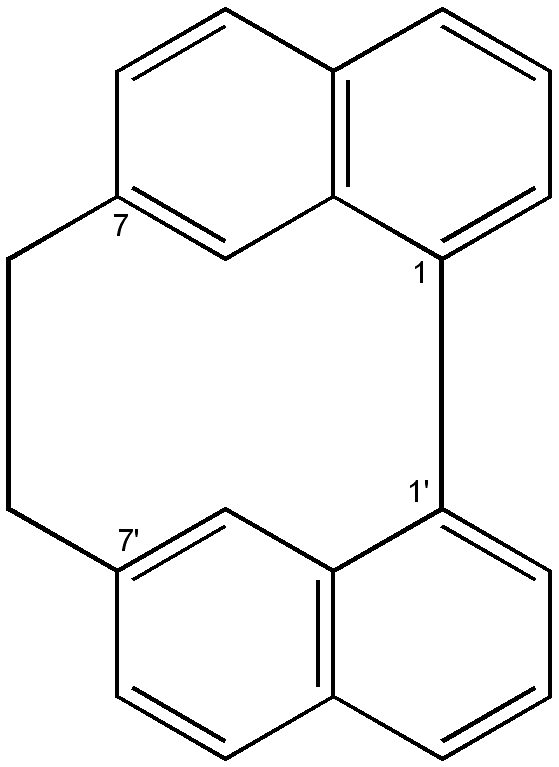
(1,5)(1,4)-Dinaftalenatetrafà
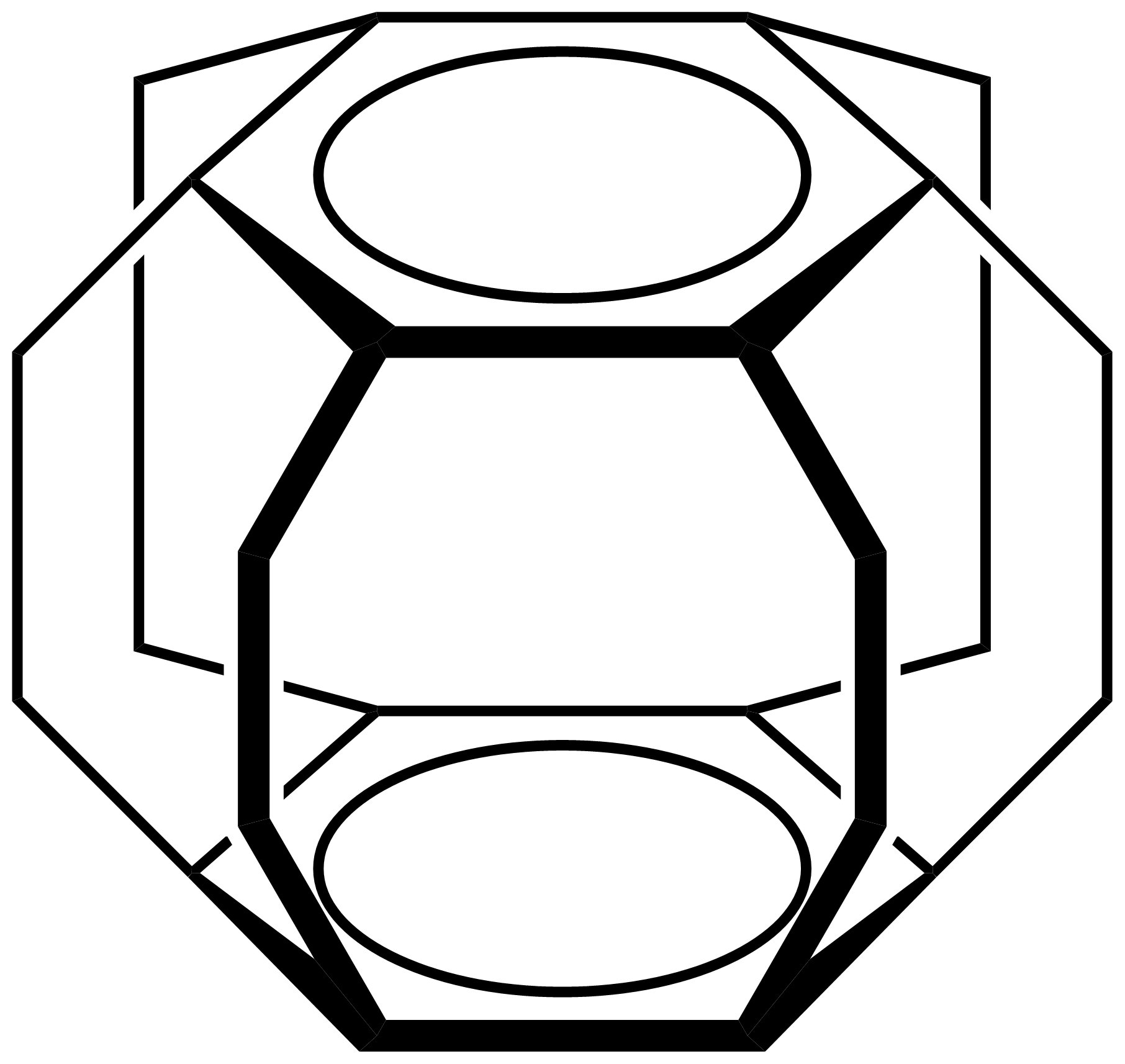
Superfà o (1,4)(1,2,3,4,5,6)-Dibenzenapentaciclo[2.2.2.2.2.2]tetradecafà.

Un ciclofà és un compost químic orgànic que conté anell(s) o sistema(es) d’anells que tenen el nombre màxim de dobles enllaços no acumulats connectats per cadenes saturades i/o insaturades.
Malgrat que el ciclofans es descobriren al laboratori, també es van descobrint a la natura. Els productes naturals amb arranjament de ciclofans comprenen una classe intrigant de compostos estructuralment diversos. El primer descobert fou el cilindrociclofà A i d'altres que s'han descobert posteriorment són la vancomicina, un antibiòtic de la família dels glicopèptids, i el galió.